# Лугожел
Лугожел (рум. Lugojel) — село у повіті Тіміш в Румунії. Входить до складу комуни Гавождія.
Село розташоване на відстані 352 км на північний захід від Бухареста, 57 км на схід від Тімішоари.

## Населення
За даними перепису населення 2002 року у селі проживали 744 особи.
Національний склад населення села:
| Національність | Кількість осіб | Відсоток |
| -------------- | -------------- | -------- |
| румуни         | 731            | 98,3%    |
| угорці         | 9              | 1,2%     |

Рідною мовою назвали:
| Мова      | Кількість осіб | Відсоток |
| --------- | -------------- | -------- |
| румунська | 732            | 98,4%    |
| угорська  | 8              | 1,1%     |